# Villino Marinelli
Il villino Marinelli è un edificio di Firenze, situato in piazza d'Azeglio 9, con affaccio anche su via Pietro Giordani 9.

## Storia e descrizione
Tra gli edifici della piazza questo non si impone per particolari qualità architettoniche, per quanto eretto come propria residenza da quell'architetto Pietro Marinelli che già aveva dato prova delle sue capacità con la progettazione del palazzo Boboli in via Farini 8 e della lussuosa palazzina Carandini sulla stessa piazza d'Azeglio 22.
È tuttavia da tenere presente come il disegno originario sia stato alterato da una soprelevazione novecentesca di due piani, fatto che ha comportato uno sviluppo in altezza ben poco confacente alla tipologia propria del villino. L'edificio è comunque da segnalare quale luogo di soggiorno dello scrittore polacco Władysław Reymont (1867-1925), premio Nobel per la letteratura nel 1924, come ricorda una targa posta del 2000. Anche in questo caso il dato sottolinea il carattere cosmopolita della comunità che nel corso del tempo ha abitato e frequentato le case e i salotti della zona.
| SOGGIORNÒ IN QUESTA CASA WŁADYSŁAW STANISŁAW REYMONT 1867 - 1925 SCRITTORE POLACCO PREMIO NOBEL 1924 NEL LXXV ANNIVERSARIO DELLA MORTE L'ASSOCIAZIONE CULTURALE ITALO-POLACCA IN TOSCANA |